# Monty Roberts
Monty Roberts (født 1935) er en amerikansk forfatter, dressurinstruktør, hesteopdrætter og hesteterapeut. Han kommer fra Texas. Han bliver af nogle kaldt "Den rigtige hestehvisker", fordi han angiveligt er forbillede for Robert Redfords rolle i filmen Hestehviskeren. Forfatter Nicholas Evans, som skrev den fænomenalt populære roman, benægter dog, at han skulle have baseret sin hovedperson på Monty Roberts, og peger i stedet på Buck Brannaman som inspiration til bogens og filmens Tom Booker. Buck Brannaman arbejdede desuden som konsulent på filmen.

## Tidlige år
Gennem sin fars hesteopdræt havde Monty Roberts fra tidlig barndom arbejdet med heste. Han har prøvet lidt af hvert inden for hesteverdenen. Blandt andet var han naturtalent på hesteryg som barn, hvor han vandt over unge, der var op til 10 år ældre end ham selv (han selv var omkring 4-8 år). Han har desuden reddet rodeo og vundet forskellige discipliner.
Efter at han som ung havde oplevet sin fars meget brutale tilridningsmetoder, blev han klar over, at han blev nødt til at finde en anden måde. Dét skete ved, at han observerede vilde mustanger og derigennem lærte deres kropssprog at kende. Dette kaldte han 'Equus'. Faren brød sig imidlertid ikke om hans nye metoder og pryglede drengen med en kæde. Heste blev hans tilflugtssted, når verden og mennesker omkring ham gik ham på, og han ikke vidste, hvor han ellers skulle søge hen.

## Sproget Equus
Monty Roberts fandt ud af, at han kunne efterligne hestes kropssprog og på den måde tæmme dem. Han havde fundet ud af, at heste, på grund af deres sociale natur som et flokdyr, ville søge accept hos dressøren, når denne kommunikerede med hesten på bestemte måder. Dette kaldte han Join up. Hesten vil i løbet af cirka en halv time (i en "roundpen") "fortælle" Monty, at den ønskede at være sammen med ham, og når Monty accepterede det, ville hesten bogstaveligt talt følge ham over alt. Med den tillid og respekt, hesten havde opnået, kunne Monty nu uden besvær lægge sadel og hovedtøj på den. "Sproget Equus" understøttes ikke af den videnskabelige forskning, som er foretaget på heste i flok i naturen eller i fangeskab, men er udtryk for Monty Roberts' personlige tolkning af hesteadfærd, som han selv har observeret.
Denne metode foregår med kropssignaler og smæld, uden vold, og hesten går med til de ting, den bliver udsat for, for at undgå at blive jaget yderligere eller udsat for pres fra træningsgrimen. Denne mekanisme er også kendt som negativ forstærkning.

## Shy Boy
Hesten Shy Boy var en vild mustang, Monty tæmmede i det fri, fordi visse folk ikke troede på hans metoder. Det tog et par døgn (pga. det faktum, at hesten har lettere ved at komme væk, i modsætning til i en round pen), men det lykkedes, og hesten blev meget medgørlig. Den fik desuden senere muligheden for at komme tilbage til sin flok, men valgte til sidst at blive hos Monty.

## Monty og rehabilitering
Mange mener, at det, Monty gør med heste, kan hjælpe mennesker, der for eksempel også er blevet udsat for vold. Dette har også vist sig at være sandt. Han har haft projekter i gang med rehabilitering af hårde kriminelle fra amerikanske fængsler. Sammen med sin kone har han opdraget 47 plejebørn. De fleste har han fået, da de var 13, 14 og 15 år. Mange af dem har haft en meget aggressiv og nedladende adfærd, og en del har været indblandet i kriminalitet. De lever nu som velfungerende voksne.